# Paris Saint-Germain Football Club 2001-2002
Questa voce raccoglie le informazioni riguardanti il Paris Saint-Germain Football Club nelle competizioni ufficiali della stagione 2001-2002.

## Maglie e sponsor
Lo sponsor tecnico per la stagione 2001-2002 è Nike, mentre lo sponsor ufficiale è Opel.
| Casa | Trasferta | Terza divisa |